# Alexander Hollaender

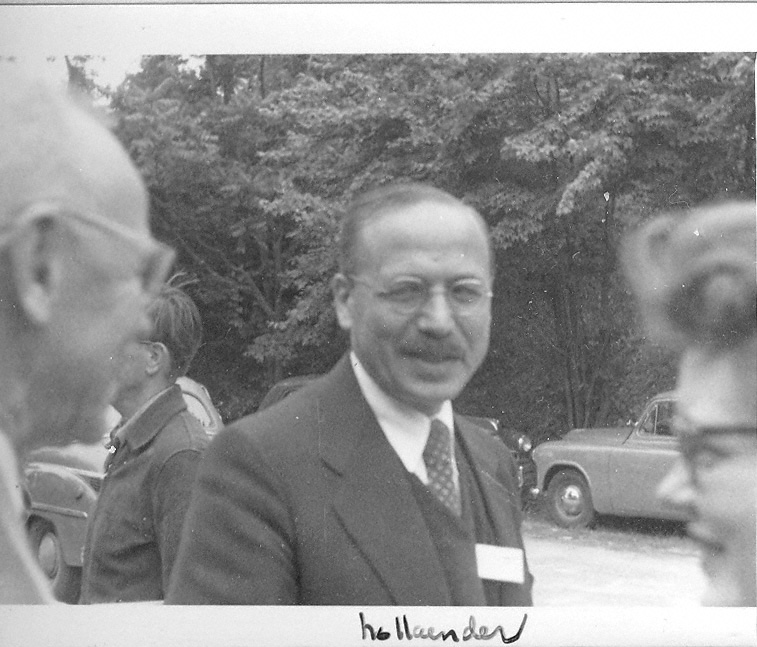
Alexander Hollaender, Cold Spring Harbor Laboratory, 1950er Jahre

Alexander Hollaender (* 19. Dezember 1898 in Samter, Deutsches Kaiserreich; † 6. Dezember 1986) war ein deutsch-US-amerikanischer Strahlenbiologe und Biophysiker.
Alexander Hollaender kam 1921 in die USA und wohnte zunächst bei einem Onkel in Birmingham, Alabama. Auf einer Reise nach St. Louis lernte er Henrietta Wahlert kennen, die er 1925 heiratete. Ab 1929 studierte er an der University of Wisconsin mit dem Bachelor-Abschluss 1930 und der Promotion 1931. Schon damals befasste er sich mit der Wechselwirkung von Molekülen mit Strahlung. Er untersuchte die Behauptung russischer Wissenschaftler, bei der Mitose in Zellen würde Strahlung abgegeben (siehe Biophoton, damals mitogenetische Strahlung genannt mit zahlreichen Publikationen) und reiste dazu 1931 in die Sowjetunion, er hielt die Belege aber dann für nicht ausreichend (1937). Hollaender untersuchte den Einfluss ultravioletter Strahlung auf Zellen und fand 1935 Hinweise, dass sich Zellen davon erholen konnten (ein erster Hinweis auf das, was später mit DNA-Reparatur erklärt wurde). Seine Untersuchungen gaben auch erste Hinweise auf die Rolle von Nukleinsäuren im Erbmaterial, denn er fand bei Bestrahlung von Dermatophyten mit UV-Licht, dass das Absorptionsspektrum bei den Zellen, die geschädigt wurden, im Bereich des Spektrums von Nukleinsäuren lag, und nicht von Proteinen. Das veröffentlichte er 1941 zu einer Zeit, als die Meinung, Nukleinsäuren würden eine besondere Rolle in der Vererbung spielen, noch nicht verbreitet war.
1937 wurde er Wissenschaftler am Biophysik-Institut der National Institutes of Health in Washington, D.C. Im Zweiten Weltkrieg diente er als Zivilist beim Office of Scientific Research and Development des Surgeon General der US Navy. Von 1946 bis 1966 leitete er die Biologie-Abteilung am Oak Ridge National Laboratory, die er zu einer bedeutenden Forschungsstelle für Genetik und Strahlenbiologie ausbaute. Mit der University of Tennessee gründete er in Oak Ridge eine Graduate School für Biomedizin. Ab 1967 war er Senior Research Fellow in Oak Ridge. Von 1970 bis 1978 war er Berater des Department of Energy (DOE). 1973 verließ er Oak Ridge und widmete sich der Forschungsplanung in der Biologie durch Gründung des Council for Research Planning in Biological Sciences (mit dem Hauptquartier bei Associated Universities in Washington D.C.).
Er war 1952 einer der Gründer der Radiation Research Society und 1954 deren Präsident sowie 1970 Gründer der Environmental Mutagen Society.
Hollaender war Mitglied der National Academy of Sciences (1957) und der American Academy of Arts and Sciences (1960). 1968 erhielt er die Finsen Medal, 1979 den NAS Award for Environmental Quality und 1983 den Enrico-Fermi-Preis. 1970 war er Ehrenpräsident des 3. International Congress of Environmental Mutagenesis in Japan.
Ihm zu Ehren ist der Alexander Hollaender Award in Biophysics benannt.

## Schriften
- Herausgeber: Radiation Biology, 3 Bände, McGraw Hill 1954 bis 1956
- Herausgeber: Chemical Mutagens, Principles and Methods of their Detection, 3 Bände, Plenum Press 1971, 1973